# Katy O'Brian
Katy M. O'Brian, född 12 februari 1989 i Indianapolis, är en amerikansk skådespelare.
O'Brian har bland annat medverkat i TV-serien Z Nation från 2018 och The Mandalorian (2020–2023). Hon har även medverkat i filmen Ant-Man and the Wasp: Quantumania från 2023.

## Filmografi (i urval)

### Film
| År   | Titel                             | Roll     |
| ---- | --------------------------------- | -------- |
| 2016 | Gnawbone                          | Lisa     |
| 2019 | Fantasy                           | Kelly    |
| 2021 | Sweet Girl                        | TV-värd  |
| 2023 | Ant-Man and the Wasp: Quantomania | Jentorra |
| 2024 | Love Lies Bleeding                | Jackie   |

### TV
| År        | Titel           | Roll            |
| --------- | --------------- | --------------- |
| 2018      | Z Nation        | George          |
| 2019–2020 | Black Lightning | Major Sara Grey |
| 2020–2023 | The Mandalorian | Elia Kane       |